# Улица Олеко Дундича (Санкт-Петербург)
Улица Оле́ко Ду́ндича — улица на юге Фрунзенского района Санкт-Петербурга. Проходит от Балканской до Софийской улицы. Участок между Малой Карпатской и Карпатской улицами фактически не существует. Названа в честь балканского революционера Олеко Дундича.

## История
2 ноября 1973 года новой улице во Фрунзенском районе присвоили имя Олеко Дундича (1897—1920), революционера, участника Первой мировой войны и гражданской войны в России.
Наименование в его честь улицы в Купчино объясняется тем, что названия большинства проездов в этом районе связаны с Балканским полуостровом и, шире, с бывшими социалистическими странами Восточной Европы.
29 октября 2014 года в состав улицы включён участок между Карпатской и Софийской улицами.

## Пересечения
Улица Олеко Дундича пересекает или примыкает к следующим улицам:
- Балканская улица
- Малая Балканская улица - улица Олеко Дундича примыкает к ней
- Купчинская улица - пересечение
- Будапештская улица - пересечение
- Загребский бульвар - пересечение
- Бухарестская улица - перечечение
- Малая Карпатская улица - пересечение
- Карпатская улица - пересечение
- Софийская улица - улица Олеко Дундича примыкает к ней

## Магазины
- «Дикси» (д. 21)
- аптека (д. 17)
- «Перекрёсток» и «Домовой» (на пересечении с Бухарестской ул.)

## Транспорт
На участке от Малой Балканской улицы до Малой Карпатской улицы по улице Олеко Дундича проходит маршрут автобуса № 96, соединяющий станции метро «Купчино» и «Обухово», на отдельных участках улицы Олеко Дундича также проходят автобусные маршруты № 54, 56, 74, 157, и 159.

## Учебные заведения
- музыкальная школа № 24
- школа № 218
- школа № 314
- школа № 313
- школа № 322
- школа № 365[2]
- гимназия № 441